# IO-Link
IO-Linkはポイント・ツー・ポイントによる双方向ディジタル通信により、フィールドバスおよび産業用イーサネットシステムに対して、センサやアクチュエータを接続することを目的として設計された産業用インタフェース規格(IEC 61131-9)である。
センサやアクチュエータの動作状況および識別情報を制御装置（PLC)と通信する事により、従来手作業で管理していた工場内の個々のセンサやアクチュエータの状態や情報を管理者へ提供することにより、工場のシステム管理の自動化を可能とするシステム構築を実現する技術である。

## 概要
IO-Linkシステムはマスタとデバイス(センサやアクチュエータ)で構成されており、マスタは制御機器であるPLCとIO-Linkデバイスの間の通信を行う機能を持つ。
IO-Linkマスタは複数のポートを持ち、1つポートに対して1つのデバイスが接続可能であり、同時に複数のデバイスとの通信を行うことが可能である。
IO-Linkデバイスは通常センサやアクチュエータとして動作を行いながら、識別情報（製品情報、シリアルナンバーなど）、パラメータ（感度設定、制御変数など）をIO-Linkプロトコルを用いて読み書きが可能である。そのため、フィールドバスおよび産業用イーサネットシステム上のPLCからパラメータが書き換え可能である。さらに、診断情報としてデバイス側からPLCへ異常を示す情報を送信することにとより、リアルタイムな異常検知を可能としている。

## プロトコル
IO-Linkの通信はUARTを用いたシリアル通信により、プロセスデータ、ステータス、パラメータ、イベントの4種類のデータの通信が可能である。プロセスデータは、センサ値のような周期的に通信を行う必要のあるデータであり、ステータスはデバイスの状態を示す。パラメータはデバイスの識別情報を含む設定値であり、イベントは異常状態を検知した際にマスタに通信されるデータであり、非周期データとして通信される。通信フレームはデバイス側の設定情報（伝送レート、プロセスデータのサイズ、非周期データサイズ、最少サイクル時間）を元にマスタによって決定され、周期通信を行う。UARTの伝送レートは3種類の中から設定可能であり、4.8 kbit/s、38.4 kbit/s、230.4 kbit/sである。また、最少サイクル時間は、伝送レートが230.4 kbit/s かつ、デバイスから送信されるプロセスデータのサイズが1byteである場合に、400 μsが推奨されている。.